# پرت ۳۹۵۳
سیارک ۳۹۵۳ (به انگلیسی: 3953 Perth، نامگذاری:1986VB6) سه هزار و نهصد و پنجاه و سومین سیارک کشف شده‌است که در ۶ نوامبر ۱۹۸۶ کشف شد.
قدر مطلق سیارک برابر ۱۳٫۶۰ است.